# Ngựa Tarpan
Ngựa Tarpan (Danh pháp khoa học: Equus ferus ferus) hay còn được gọi là Ngựa hoang Á-Âu hay ngựa rừng là một phân loài đã tuyệt chủng của loài ngựa hoang. Các cá thể cuối cùng được cho là của phân loài này đã chết trong chuồng ở Nga vào năm 1909, mặc dù một số nguồn tin cho rằng đó là không phải là một con ngựa hoang dã chính hiệu do nó gần giống với ngựa thuần hóa.
Bắt đầu từ những năm 1930, nhiều nỗ lực đã được thực hiện để phát triển con ngựa mà nhìn như tarpans thông qua nhân giống chọn lọc, được gọi là "nuôi lại" bởi những người ủng hộ. Những giống mà kết quả bao gồm con ngựa Heck, con ngựa Hegardt hoặc Stroebel, và một nguồn gốc của giống ngựa Konik, tất cả đều có một ngoại hình nguyên thủy, đặc biệt là trong có màu lông.
Một số trong những con ngựa đang thương mại hóa quảng cáo là "tarpans." Tuy nhiên, những người nghiên cứu lịch sử của con ngựa hoang dã cổ xưa khẳng định rằng từ "Tarpan" chỉ mô tả con ngựa hoang dã thật.

## Tên gọi
Cái tên "Tarpan" hoặc "tarpani" là từ một ngôn ngữ Turkic (Kyrgyzstan hoặc Kazakh) tên có nghĩa là "ngựa hoang". Người Tatar và Cossacks phân biệt con ngựa hoang dã từ con ngựa hoang. sau này được gọi là Takja hoặc Muzin. Trong sử dụng hiện đại, thuật ngữ này đã được sử dụng để tham khảo các tổ tiên predomesticated của ngựa hiện đại, Equus ferus, với phân loài predomestic cho là đã sống vào thời kỳ lịch sử, Equus ferus ferus, 

## Mô tả
Các Tarpan được mô tả đầu tiên bởi Johann Friedrich Gmelin năm 1774; ông đã nhìn thấy động vật vào năm 1769 ở huyện Bobrov, gần Voronezh. Năm 1784, Pieter Boddaert đặt tên cho loài Equus ferus, đề cập đến mô tả của Gmelin. Không hay biết về tên của Boddaert, Otto Antonius công bố tên Equus gmelini vào năm 1912, một lần nữa đề cập đến mô tả của Gmelin. Nó được tranh luận nếu, ngựa hoang nhỏ nhìn thấy trong các khu rừng của châu Âu trong thế kỷ 18 và 19 và được gọi là "Tarpan" đã thực sự hoang dã, ngựa không bao giờ thuần hóa, con lai của con ngựa và địa phương, vật nuôi của Przewalski, hoặc ngựa đơn giản là hoang.
Theo truyền thống, hai phân nhóm Tarpan đã được đề xuất, các Tarpan và ngựa rừng Tarpan thảo nguyên rừng, mặc dù có vẻ như là chỉ có sự khác biệt nhỏ trong loại. Quan điểm chung là chỉ có một phân loài, các Tarpan, Equus ferus ferus. Các cá thể cuối cùng, trong đó đã chết trong chuồng vào năm 1909, là có bờm dày rơi xuống, một màu lông grullo, chân đen, và những mảng tối, trong đó có sọc vằn trên lưng và vai sọc. Một số kiểu gen đã được xác định trong con ngựa hoang dã châu Âu từ kỷ Pleistocene và Holocene; gen màu sắc và da báo đốm được biết là hiện nay trong dân số con ngựa hoang dã ở châu Âu và được mô tả trong các bức tranh hang động của con ngựa hoang dã trong Pleistocene.
Một số giả thuyết rằng các Tarpan có bờm đứng vì tất cả equines hoang dã còn tồn tại khác hiển thị tính năng này, và bờm rũ được coi là một dấu hiệu của việc thuần hóa. Tuy nhiên, tài liệu lịch sử không rõ ràng mô tả một bờm ngựa hoang dựng đứng ở châu Âu, và nó khả năng là đã có một bờm ngắn rũ. Tính năng này là thuận lợi trong khu vực có lượng mưa nhiều vì nó chuyển hướng mưa và tuyết từ cổ và khuôn mặt và ngăn ngừa sự mất nhiệt, nhiều như một cái đuôi rậm.
Sự xuất hiện của những con ngựa hoang dã châu Âu được xây dựng lại với di truyền, osteologic và dữ liệu lịch sử. Một nghiên cứu di truyền cho thấy màu chủ đạo trong những con ngựa hoang dã châu Âu. Trong thời kỳ Mesolithic, một gen mã hóa màu sắc lông đen xuất hiện trên bán đảo Iberia. Nó cũng có khả năng là con ngựa hoang dã châu Âu đã có dấu hiệu nguyên thủy, bao gồm các sọc trên vai, chân và cột sống.
Ngựa hoang đã có mặt tại châu Âu kể từ kỷ Pleistocene và dao động từ miền Nam nước Pháp và Tây Ban Nha về phía đông tới miền trung nước Nga. Có bản vẽ hang động nguyên thủy ngựa trước thuần ở Pháp và Tây Ban Nha, cũng như các đồ tạo tác tin để thấy các loài ở miền nam nước Nga, nơi một con ngựa của loại hình này đã được thuần hóa khoảng 3000 trước Công nguyên. Equus ferus đã có một phạm vi liên tục từ Tây Âu đến Alaska; tài liệu lịch sử cho thấy những con ngựa hoang dã sống trong hầu hết các bộ phận của châu Âu vào thế Holocen và thảo nguyên Âu Á, ngoại trừ cho các bộ phận của Scandinavia, Iceland và Ireland.
Các "con ngựa rừng" hoặc "ngựa Tarpan rừng" là một giả thuyết của các nhà khoa chúngc tự nhiên thế kỷ 19, bao gồm Tadeusz Vetulani, người đã gợi ý rằng rừng châu Âu sau thời kỳ băng hà cuối cùng tạo ra kiểu phụ rừng thích nghi của con ngựa hoang dã tên sylvestris Equus. Tuy nhiên, tài liệu tham khảo lịch sử không mô tả bất kỳ sự khác biệt lớn giữa các quần thể, do đó hầu hết các tác giả cho rằng chỉ có một phân loài của tây ngựa hoang Á-Âu, Equus ferus ferus. Tuy nhiên, một loại ngựa sống trong rừng và cao nguyên đã được mô tả trong thế kỷ 19 tại Tây Ban Nha, ở Pyrenees, Camargue, Ardennes, Great Britain, và các vùng cao của Thụy Điển phía Nam.
Chúng có một cái đầu mạnh mẽ và cơ thể mạnh mẽ, và bờm quăn dài. Các màu sắc đã được mô tả như là mờ nhạt nâu nâu hoặc màu vàng và chân, hoặc cẳng chân hoàn toàn đen. Sườn và vai đã được phát hiện, một số trong số có xu hướng một màu tro. Chung đang trú ngụ trong các sinh cảnh đá. Trong đầm lầy Hà Lan, ngựa hoang màu đen được tìm thấy với một hộp sọ lớn, đôi mắt nhỏ, mõm có nhiều lông. Bờm đã đầy đủ, với móng rộng và tóc xoăn. Tuy nhiên, có thể chúng là những con hoang dã và không phải là một con ngựa hoang dã.
Herodotus mô tả ngựa hoang màu nhẹ trong một khu vực nay là một phần của Ukraine trong thế kỷ thứ 5 trước Công nguyên. Vào thế kỷ 12, Albertus Magnus nói rằng con ngựa hoang dã với lươn sọc đen sống trên lãnh thổ Đức, và ở Đan Mạch, đàn gia súc lớn bị săn đuổi. Con ngựa hoang dã vẫn còn phổ biến ở phía đông của nước Phổ trong các ngày 15 và đầu thế kỷ 16. Trong suốt thế kỷ 16, những con ngựa hoang dã biến mất từ hầu hết các lục địa của Tây Âu và trở nên ít phổ biến ở Đông Âu. Belsazar Hacquet thấy con ngựa hoang dã trong vườn thú ở Ba Lan Zamość trong cuộc Chiến tranh Bảy năm. Theo ông, những con ngựa hoang dã đều có cỡ cơ thể nhỏ, có màu đen nâu, đầu to và dày, bờm đen ngắn và đuôi tóc và "râu". Chúng hoàn toàn không bị thuần hóa và tự bảo vệ mình gay gắt chống lại kẻ thù.
Kajetan Kozmian mô tả chúng nhỏ và mạnh mẽ, có tứ chi mạnh mẽ. Samuel Gottlieb Gmelin chứng kiến đàn ở Voronezh trong 1768. Những con ngựa hoang dã đã được mô tả là rất nhanh chóng và nhút nhát và luôn chạy trốn bởi bất kỳ tiếng ồn, nhỏ với đôi tai ghim nhỏ, và một bờm dợn sóng ngắn. Đuôi ngắn hơn ở ngựa nhà. Chúng được mô tả như chuột màu với một cái bụng ánh sáng và chân trở thành màu đen, mặc dù con ngựa màu xám và màu trắng đã được đề cập. Bộ lông dài và dày đặc.
Peter Pallas chứng kiến tarpan hoang dã có thể trong cùng một năm ở miền Nam nước Nga. Ông nghĩ rằng chúng là loài động vật hoang dã đã thoát ra trong quá trình của cuộc chiến tranh. Những đàn là trận đấu quan trọng của người Tatars và đánh số từ 5 đến 20 con. Những con ngựa ông mô tả đã có một cơ thể nhỏ, đầu to và dày, bờm dợn sóng ngắn và đuôi tóc ngắn, cũng như tai ghim chặt. Các màu sắc được miêu tả là màu nâu nhạt, đôi khi màu nâu hoặc đen. Ông cũng báo cáo của các giống lai rõ ràng với chân hoặc xám màu nhẹ.
Lịch sử tự nhiên của Ngựa của tác giả thế kỷ 19 của Charles Hamilton Smith cũng mô tả tarpan. Theo Smith, các bầy ngựa hoang đánh số từ một vài đến hàng trăm cá nhân. Chúng thường được lai tạp với ngựa nhà, và cùng với những đàn thuần chủng có những đàn ngựa hoang hoặc lai. Các màu sắc của tarpans thuần chủng được mô tả như là liên tục màu nâu, màu kem. Bờm xoăn ngắn đã được báo cáo là có màu đen, như là đuôi và chân. Đôi tai là một trong hai kích thước khác nhau, nhưng thiết lập ở mức cao trong hộp sọ. Đôi mắt nhỏ. Theo Smith, tarpan hí mạnh mẽ hơn so với những con ngựa nhà và sự xuất hiện tổng thể của những con ngựa hoang dã. 

## Tuyệt chủng
Một đàn Tarpan sống sót trong vườn thú của Zamość cho đến năm 1806, khi dự trữ đã phải bán cho chúng vì những vấn đề kinh tế. Chúng đã bị phân tán vào các nông trại địa phương ở khu vực Bilgoraj, được thuần hóa và nuôi ngựa nhà. Theo Kozmian, ngựa hoang dã đã bị tiêu diệt trong đồng vắng Ba Lan trong thời gian ngắn trước đây, Sự tuyệt chủng của ngựa Tarpan do con người gây ra bắt đầu ở miền Nam châu Âu, có thể trong thời cổ đại. Trong khi con người đã săn ngựa hoang kể từ khi đồ đá cũ, trong thời gian lịch sử, thịt ngựa là một nguồn protein quan trọng đối với nhiều nền văn hóa.
Là động vật ăn cỏ lớn, phạm vi của các Tarpan đã liên tục giảm bởi các nền văn minh ngày càng tăng của lục địa Á-Âu. Con ngựa hoang dã được tiếp tục đàn áp chỉ vì chúng đã gây ra thiệt hại. Hơn nữa, giao phối với những con ngựa hoang dã là một tổn thất kinh tế cho nông dân kể từ khi ngựa con của giao phối là khó chữa. Tarpan sống sót lâu nhất ở phần phía nam của vùng thảo nguyên Nga. Đến năm 1880, khi hầu hết "tarpans" có thể đã trở thành lai, con ngựa hoang dã đã trở nên rất hiếm. Năm 1879, nhiều người khẳng định cuối cùng đã bị giết chết. Con ngựa Tarpan chết ra trong tự nhiên giữa năm 1875 và năm 1890, con ngựa cái hoang dã cuối cùng đã vô tình bị thiệt mạng trong một nỗ lực nhằm bắt nó. Các Tarpan trong lồng cuối cùng đã chết vào năm 1909 trong một vườn thú Nga.

## Khôi phục
Một nỗ lực đầu thế kỷ 19 đã được thực hiện bởi chính phủ Ba Lan để bảo vệ các loại ngựa Tarpan bằng cách thiết lập một vùng bảo tồn cho loài động vật có nguồn gốc từ Tarpan trong một khu rừng ở Bialowieza. Vào năm 1780, một công viên động vật hoang dã đã được thành lập để bảo vệ một quần thể ngựa Tarpan cho đến đầu thế kỷ 19. Khi khu bảo tồn đã phải đóng cửa vào năm 1806, các cá thể ngựa Tarpan còn lại cuối cùng đã được tặng cho nông dân địa phương và đó là tuyên bố chúng đã sống sót qua lai tạo giống với ngựa nhà. Các con ngựa Konik được lai dòng xuống từ những con ngựa lai. Tuy nhiên, không có bằng chứng cho thấy các con ngựa Konik là khác nhau về mặt di truyền ở mức độ đáng kể từ các giống khác và do đó tuyên bố rằng nó là một hậu duệ của ngựa Tarpan mà không thể chứng minh được.
Các cá thể chỉ được biết đến để được bằng việc chụp ảnh là Cherson-Tarpan là cá thể đã bị bắt như gần vùng Novovorontsovka vào năm 1866. Nó đã chết vào năm 1887 tại vườn thú Moscow. Bản chất dòng máu hoang dã của con ngựa này là không rõ ràng trong vòng đời của nó, bởi vì nó cho thấy hầu như không ai trong số con ngựa hoang được mô tả trong các nguồn lịch sử. Ngày nay nó được giả định cá thể này hoặc là một con lai hay một con ngựa hoang thuần chủng. Ba nỗ lực đã được thực hiện để tái hiện diện chúng, giống để tạo ra một loại ngựa tương tự như kiểu hình ngựa Tarpan, mặc dù tái tạo một phân loài đã tuyệt chủng không phải là di truyền có thể với công nghệ hiện nay. Năm 1936, giáo sư Ba Lan Tadeusz Vetulani ở trại ngựa Ba Lan rằng ông tin rằng giống như các con ngựa Tarpan trong lịch sử và bắt đầu một chương trình nhân giống. Loài ngựa này hiện được gọi là ngựa Konik, trong đó cụm di truyền với các giống ngựa nhà khác, bao gồm cả những đa dạng như con ngựa Mông Cổ và các giống ngựa thuần chủng.
Trong đầu những năm 1930, Giám đốc Sở thú Berlin Lutz Heck và Heinz Heck của vườn thú Munich đã bắt đầu một chương trình lai tạo giống ngựa Konik với ngựa hoang Mông Cổ (Przewalski), ngựa Gotland, và ngựa Iceland. Vào những năm 1960, việc lai tạo giữa chúng đã tạo ra giống ngựa Heck. Vào giữa những năm 1960, Harry Hegard bắt đầu một chương trình tương tự ở Hoa Kỳ sử dụng ngựa Mustang và ngựa trang trại địa phương làm việc đó đã dẫn đến việc cho ra giống Hegardt ngay ngựa Stroebel. Trong khi cả ba giống có một bề ngoài nguyên thủy tương tự như các loại ngựa Tarpan hoang dã ở một số khía cạnh, nhưng chúng không phải là di truyền của ngựa Tarpans và hoang dã, ngựa châu Âu trước nay vẫn tuyệt chủng. Tuy nhiên, điều này không ngăn cản một số nhà chăn nuôi hiện đại từ tiếp thị ngựa với những tính năng như một "kiểu hình Tarpan." Mặc dù chia sẻ các đặc tính nguyên thủy bên ngoài, những con ngựa Konik và Hucul có cấu tạo khác nhau rõ rệt với số đo cơ thể khác nhau, cân đối, trong một phần có liên quan đến việc sinh sống trong môi trường sống khác nhau. Mặt khác, có vẫn chưa có một nghiên cứu so sánh các giống trong nước trực tiếp với con ngựa hoang dã châu Âu.